# Habermayerův palác
Habermayerův palác je pozdněbarokní palác (měšťanský dům) na Panenské ulici č. 15 v Bratislavě v Starém Městě. Budova pochází z konce 17. století.
Objekt byl spolu s vedle stojícím domem z druhé poloviny 18. století na Panenské č. 17 zrekonstruován a slouží jako hotel.